# Hula (dansvorm)

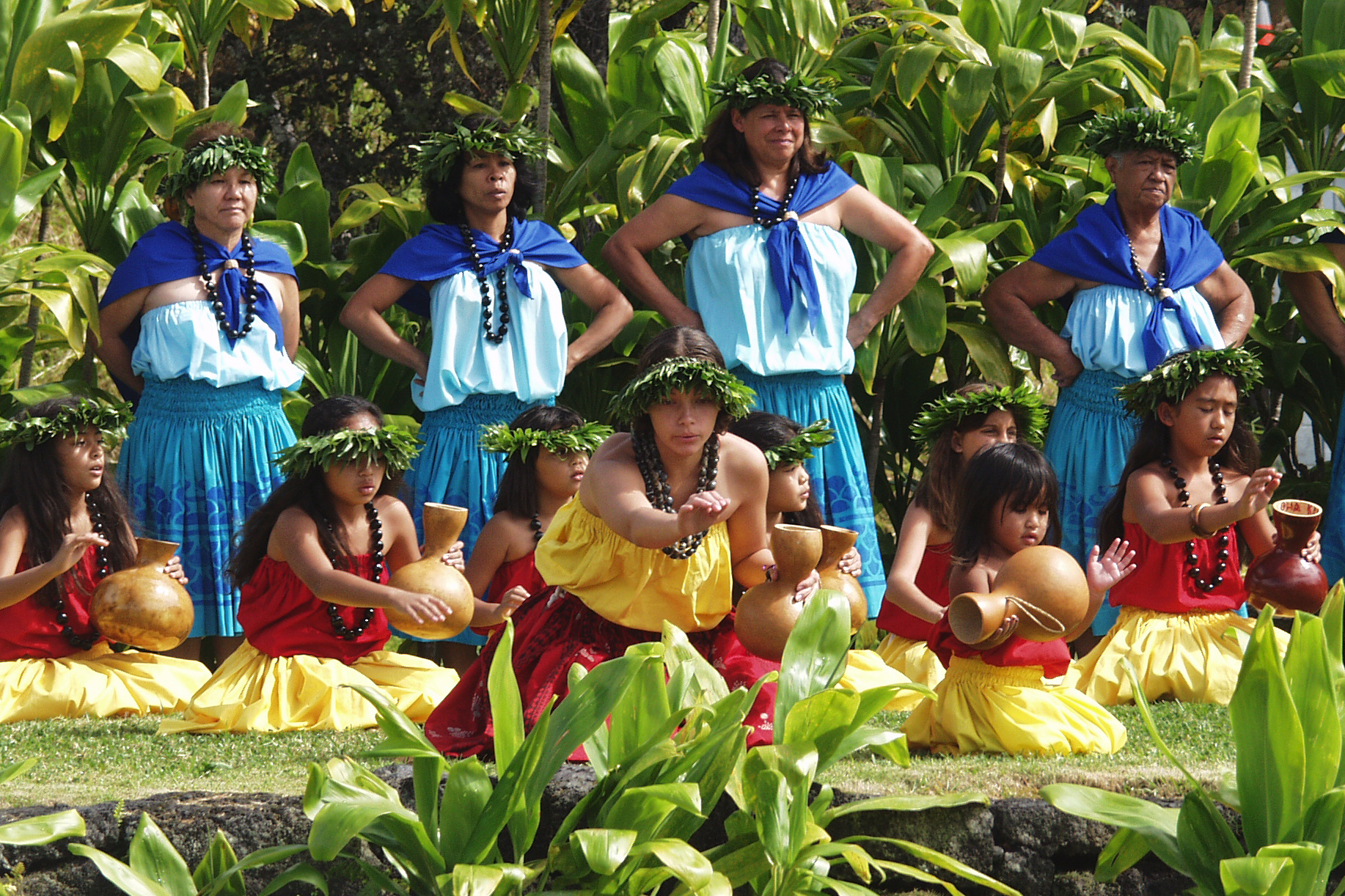
Kahiko Hula-danseressen

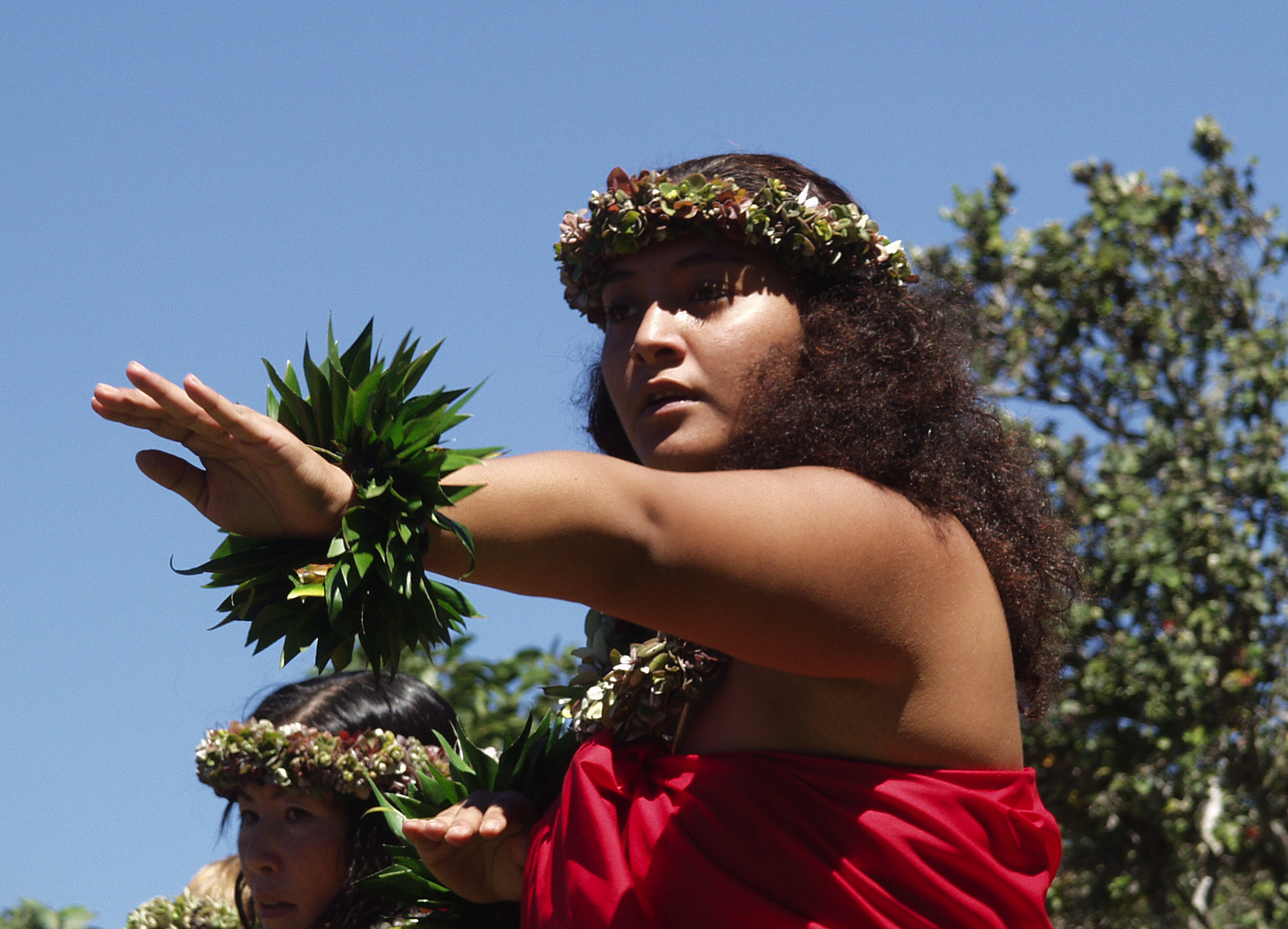
Een uitvoering van Kahiko Hula

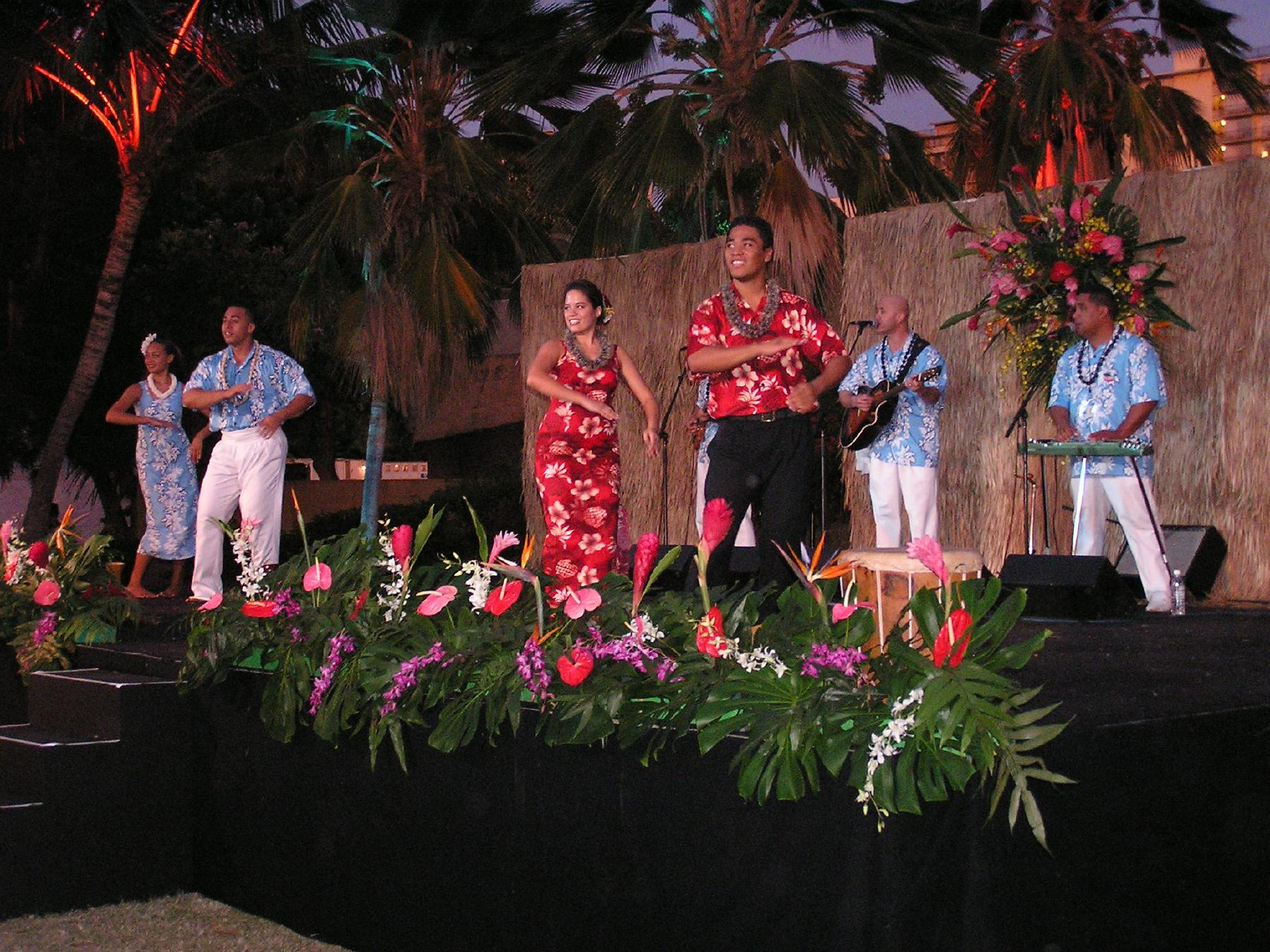
Auana Hula

Hula of hoela is een Polynesische rituele dansvorm en behoort tot de inheemse gebruiken van onder andere Hawaï, Frans-Polynesië, Samoa, Tonga en Nieuw-Zeeland. Hula betekent 'dans'. Er bestaan vele ondersoorten. Hula kan in twee categorieën worden ingedeeld:
- Kahiko Hula is de hula zoals deze bedreven werd voordat de Polynesiërs met Europeanen in aanraking kwamen.
- Auana Hula is de hula ontstaan onder westerse invloeden en muziekinstrumenten.

De school waar hula wordt onderwezen heet een halau en de leraar heet een kumu hula.

## Geschiedenis
Volgens een legende werd de eerste hula opgevoerd op het Hawaïaanse eiland Molokai nadat de Polynesische god Laka het eiland had bezocht om de dood van zijn vader te wreken. Een andere legende vertelt over een poging op het eiland Kauai om de vulkaangodin Pele tevreden te stellen en zo een vulkaanuitbarsting te stoppen.
Toen in het begin van de 19e eeuw de eerste missionarissen naar Hawaï kwamen, besloten zij dat hula te erotisch was en daarom verboden moest worden. Vanaf dat moment werd hula in het geheim uitgevoerd. Toen koning Kalakaua in 1874 aan de macht kwam, besloot hij dat hula weer in ere hersteld moest worden. Onder zijn regime werd hula verder gecultiveerd met zang en kostuums en werd de Auana Hula bedacht. Tot dan toe werd de dans opgevoerd in een traditionele rok van kapa, of van de ti-bladeren van de cordyline fruticosa plant: men droeg hierbij dan geen bovenstuk. Pas bij deze moderne vorm ging men de bekende rieten rokken dragen tijdens de hula.
In de twintigste eeuw werd Hawaï een toeristische bestemming en een geliefde filmlocatie. Hierdoor werd hula steeds meer een showbiz-gebeuren. Na 1970 kwam er een opleving van de traditionele hula en er zijn nu vele traditionele huladansers die trouw blijven aan de oorspronkelijke rituelen. Op verschillende plaatsen zijn er jaarlijks hulafestivals waar vele halau's strijden om de eer van de beste uitvoeringen.